# Roboré
Roboré är en stad i provinsen Chiquitos i departementet Santa Cruz i Bolivia, omkring 450 kilometer från Santa Cruz. Staden grundades 16 februari 1916 av upptäcktsresanden Ángel Sandoval Peña. Roboré har omkring har 9 900 invånare (2006).
I vegetationen omkring staden, med Chiquitanoskogen och Tucavacadalen, finns omkring 328 fågelarter, 47 groddjursarter och 53 olika typer av reptiler.